# Tatiana Stepa
Tatiana Stepa (n. 21 aprilie 1963, Lupeni, județul Hunedoara – d. 7 august 2009, București) a fost o cântăreață română de muzică folk.

## Biografie
Tatiana este unul din cei trei copii ai familiei Stepa. Mama ei, olteancă din Gorj,a fost dată slugă de la zece ani. Tatăl ei, moldovean din Roman, a fost copil de regiment. Cei doi au fugit în Valea Jiului să scape de sărăcie și de umilință. Tatiana a fost înconjurată de muzică de la o vârstă fragedă. A cântat prima dată pe scenă când era la grădiniță.

## Educație
În copilărie a urmat cursuri de balet, vioară și pian. A făcut vioara 8 ani, ca instrument principal.
A urmat cursurile Liceului de Arhitectură din București.

## Activitate

### Cenaclul Flacăra
Cenaclul Flacăra a fost primul loc în care a auzit muzică folk. Pentru că făcuse vioara ani de zile, nu i-a fost greu să cânte la chitară.
În septembrie 1982, pe stadionul din Făgăraș, a debutat în Cenaclul Flacăra cu un cântec numit Și-am să-mi fac o doină (versuri Adrian Gavrilă), rămânând în componența acestuia până în anul 1985.
În perioada 1992-1996, a fost membră a Cenaclului „Totuși Iubirea", participând la peste 2.000 de spectacole, atingând un maxim de 50.000 de spectatori la un concert aniversar de la Galați.
Adrian Păunescu a considerat-o un simbol al muzicii folk românești.

### După Cenaclul Flacăra
După interdicția din 1985 a Cenaclului „Flacăra" și a ei ca artistă, a lucrat vreme de 11 ani la mina Lupeni, apoi, ca tehnoredactor de carte, la București.
A colaborat la revistele pe care le publica Adrian Păunescu în acea perioadă: Totuși iubirea, Vremea.
Din anul 1996 până în 2009 a mai susținut peste 1.000 de spectacole pe majoritatea scenelor marilor orașe din România, Italia, Germania, Franța, Republica Moldova, Bulgaria.
A fost invitată anual la toate marile festivaluri de muzică folk din țară (Om Bun, Folk you, Sighișoara, Folkfest, Bistrița, Alba-Iulia, Târgu Jiu, Baia Mare, Piatra Neamț, Galați etc.) și la alte festivaluri concurs de muzică folk și poezie.
A compus atât pe versuri proprii, cât și pe ale unor poeți din literatura universală și română: Federico García Lorca, Esenin, Adrian Păunescu, Lucian Blaga, Elena Farago, Ioan Alexandru, Camelia Radulian. A cântat singură, apoi împreună cu Magda Pușkaș au format grupul Partaj.
Ultimul recital l-a susținut în cadrul festivalului Folk You de la Vama Veche în data de 31 iulie 2009.
A încetat din viață vineri, 7 august 2009, în jurul orei opt dimineața, la Spitalul Militar din București. Cântăreața avea 46 de ani și suferea de cancer de col uterin. A fost înmormântată la Cimitirul Bellu din București, pe Aleea Artiștilor.

## Discografie
- Singurătate (1999) - casetă audio
- Treisprezece clipe - album (decembrie 2003)
- Copaci fără pădure - album (octombrie 2007)
- Albumul de Colecție lansat de Jurnalul Național (25 august 2008)
- Album de Colecție lansat de Jurnalul Național (septembrie 2009), post-mortem
- Cântec pentru prieteni (decembrie  2009), lansat post-mortem în cadrul Festivalului de Folk „Om Bun”[13]

Printre piesele sale cele mai cunoscute se numără: Copaci fără pădure; Dă, Doamne, iarnă; Galbenă gutuie; Femeia de lut.

## Omagiu
Tatiana Stepa a primit post-mortem titlul de Cetățean de onoare al Municipiului Lupeni. În Lupeni are loc anual Festivalul „Cântec pentru prieteni”, organizat în memoria Tatianei Stepa, de către Asociația Culturală „Tatiana Stepa” și Primăria și Consiliul Local al Municipiului Lupeni. Acest festival a fost organizat prima dată la Mizil, în anul 2009. În 2010 a fost organizat la Ploiești, printre organizatorii fiind Victor Socaciu. Au urmat câteva ediții organizate la Petroșani de Stelian Zaneț.
Asociația Culturală „Tatiana Stepa” a fost înființată de fiul ei, Cătălin Stepa (Filipoiu).